# Concejo Municipal de Liberia
El Concejo Municipal de Liberia es la máxima autoridad del gobierno municipal del cantón de Liberia, capital de la Provincia de Guanacaste de Costa Rica.

## Historia
Fundada originalmente como una ermita para viajeros el 4 de septiembre de 1769, la población que hoy es Liberia fue creciendo gradualmente hasta ser declarada Villa de Guanacaste el  23 de julio de 1831, ascendida luego a Ciudad de Guanacaste el 3 de septiembre de 1836. El nombre de la ciudad sería cambiado a Liberia el 30 de mayo de 1854 por decreto del presidente Juan Rafael Mora Porras y permanecería hasta la fecha.

## Conformación del Concejo
| Partido | Partido                             | Regidores propietarios                              | Regidores suplentes                                |
| ------- | ----------------------------------- | --------------------------------------------------- | -------------------------------------------------- |
|         | Partido Liberación Nacional         | Alejandra Larios Trejos Félix Zúñiga García         | María Mayela Espinoza Obando Franklin Alfaro Orias |
|         | Partido Accesibilidad Sin Exclusión | Juan Eduardo Flores Cerdas Mariela Vásquez Espinoza | Byron Campos Umaña Laura Flores Flores             |
|         | Partido Acción Ciudadana            | Miguel Ángel Morice Marenco                         | Andrea Gutiérrez Baltodano                         |
|         | Partido Nueva Generación            | Gina Nazareth Rivera Hernández                      | Margie María Martínez Bustos                       |
|         | Partido Unidad Social Cristiana     | Eladio Cortés Reyes                                 | Gerardo Fuentes de la O                            |

## Alcalde
- Julio Viales (PLN)